# Pterocarya stenoptera
Pterocarya stenoptera, la pterocaria china, fresno chino o nuez china es una especie de árbol de la familia Juglandaceae. Es orignaria del sudeste de China.

## Características
En características es muy similar a Pterocarya fraxinifolia. Su mayor diferencia radica en la forma de las "alas" del fruto, éstas son 2 visiblemente diferenciadas a los laterales de la pequeña nuez del tamaño de un garbanzo. La posición y forma de las "alas" recuerda las alas de la mosca común.
En verano los frutos se agrupan en formaciones del tipo amentos, de unos 25 centímetros de largo colgantes de las ramas de color verde más claro que el follaje dando un contraste muy particular. Es una característica que en paisajismo es buscada y se lo considera como una especie muy particular para agregar a un parque o paseo para realzar un diseño. 
Su follaje es tal vez menos denso y con menos formación aparasolada que P. fraxinifolia y en su corteza es mínima la diferencia ya que P. fraxinifolia posee una corteza algo más "rajada" en su tronco.

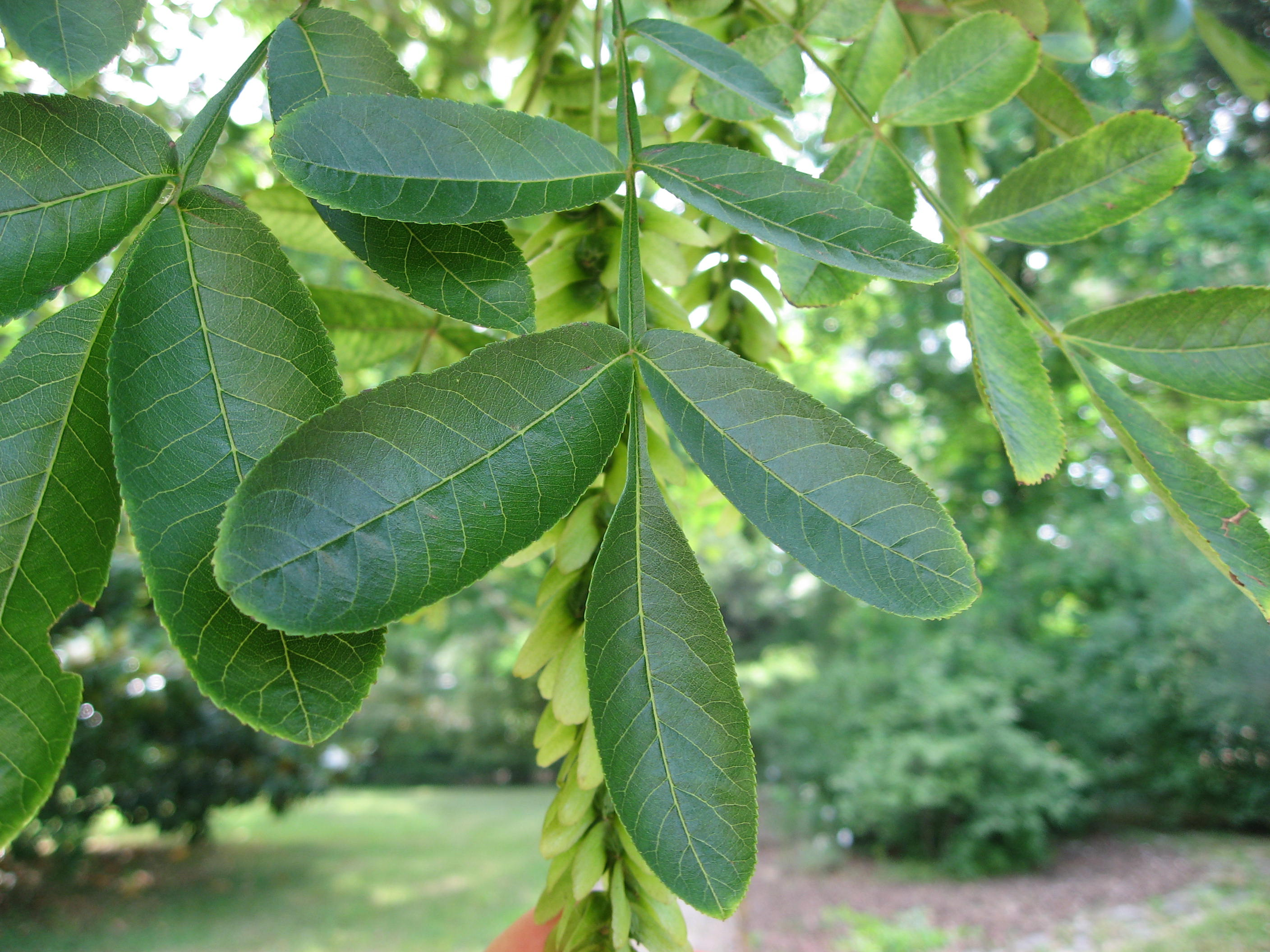
Hojas.

## Reproducción
Se reproducen muy bien de semilla, estas requieren una buena estratificación en arena algo húmeda y conservando en frío. Unos 3 meses son suficientes para que acumulen las horas de frío necesarias (pueden dejarse más tiempo). Se plantan en cajón de semillero en tierra común , en 10 días se verán aparecen las primeras plántulas, las "hojas" que aparecen son similares a una palma de 4 dedos dándole a la plántula un aspecto de pequeña palmerita, tiene mucho vigor al brotar y en unos 12 días después ya alcanzan los 6 cm y comienzan a aparecer las primeras hojas verdaderas.
Se recomienda exposición solar bajo media sombra del 50% y luminosidad, buen riego y temperaturas superiores a los 18 °C para tener éxito en la germinación. El repique es recomendado con el primer par de hojas verdaderas, cuidando de no dañar el sistema radicular, tratando de extraer las plantas con algo de tierra en las raíces aunque toleran muy bien el repique a raíz desnuda. Se las coloca en macetas pequeñas (unos 12 cm de alto) para que continúen su formación y crecimiento, siempre a sol bajo media sombra de 50% y luminosidad y riego.

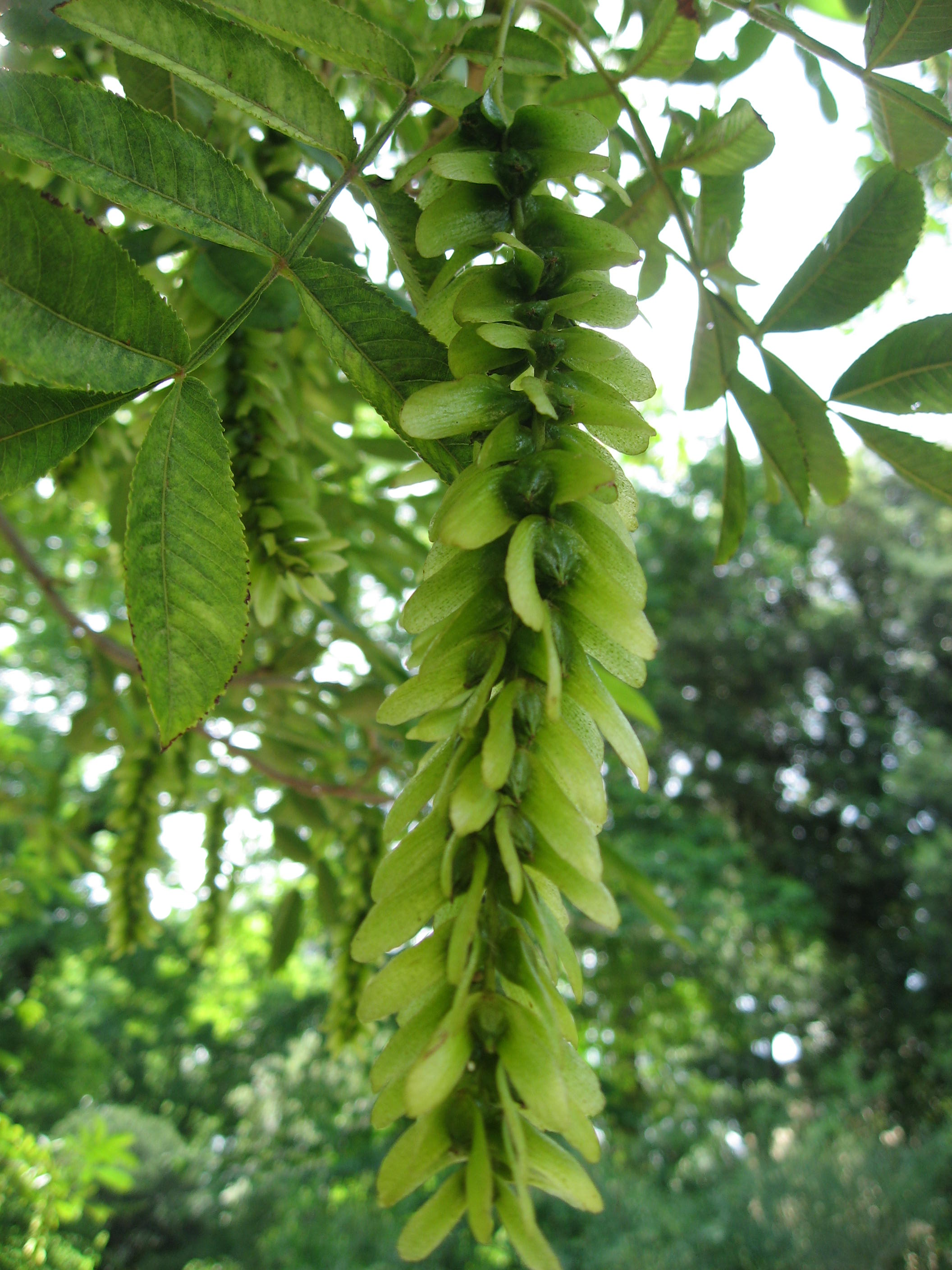
Frutos.

## Suelos
Sueltos, húmedos a muy húmedos, ricos en nutrientes.
Sistema radicular fuerte y vigoroso, no se lo recomienda para un jardín pequeño ni un lugar muy acotado.

## Usos
Se lo usa como árbol de alineación en China y en las calles como arbolado urbano.
Tolera bien la poda de formación, recordar que se debe realizar un tratamiento a las heridas de poda con un producto de sellado y curado; los árboles de esta familia no sellan muy bien sus heridas de podas y o desgajos y son propensos a los ataques de fungosis allí. 

## Sinonimia
- Acer mairei H.Lév.
- Pterocarya chinensis Lavallée
- Pterocarya esquirollii H. Lév.
- Pterocarya japonica Dippel
- Pterocarya japonica Lavallée
- Pterocarya laevigata Lavallée[2]